# Erysichton eugenea
Erysichton eugenea, även Jameela eugenia, är en fjärilsart som beskrevs av Hans Fruhstorfer 1916. Erysichton eugenea ingår i släktet Erysichton och familjen juvelvingar. Inga underarter finns listade i Catalogue of Life.